# بئاپومبو II
بئاپومبو II (به لاتین: Beapombo II) یک منطقهٔ مسکونی در ماداگاسکار است که در بتروکا واقع شده‌است. بئاپومبو II ۵٬۰۰۰ نفر جمعیت دارد و ۵۸۵ متر بالاتر از سطح دریا واقع شده‌است.